# Augusti 2004
| Augusti 2004 |
| Månader under 2004: Januari · Februari · Mars · April · Maj · Juni · Juli · Augusti · September · Oktober · November · December ← December 2003 · Januari 2005 → |

## Onsdagenden4 augusti2004
- Tre interner fritogs från Norrtäljeanstalten av tre maskerade och beväpnade män [1]

## Lördagenden21 augusti2004
- Sju knivbeväpnade och berusade interner begår upplopp på Hällbyanstalten i Eskilstuna. [2]

### Fotnoter
1. ↑  Aftonbladet 4 augusti 2004 - Väpnad fritagning från Norrtäljeanstalten Arkiverad 6 augusti 2004 hämtat från the Wayback Machine.
2. ↑  Aftonbladet 22 augusti 2004 - Fångar med kniv gjorde upplopp Arkiverad 24 augusti 2004 hämtat från the Wayback Machine.